# 尾宿增二
尾宿增二（天蝎座μ2）是一顆位于天蝎座的恒星，其视星等为3.56等，亮度足以用肉眼看到。根據視差測量值，尾宿增二與太陽的距離約為474光年，也是天蠍-半人馬星協成員之一。

## 性質
尾宿增二是一顆藍白色B型亞巨星，恆星分類為B2 IV 。跟據天文學家估計，它的半徑是太陽的7倍，質量幾乎是太陽的9倍，光度是太陽的2,385倍。外層大氣的有效溫度為23,113 K。它大約有1,850萬年的歷史，並以58公里/秒的速度自轉。